# Камениця-Крулевська
Камениця-Крулевська (пол. Kamienica Królewska) — село в Польщі, у гміні Сераковиці Картузького повіту Поморського воєводства.
Населення — 1021 особа (2011).
У 1975-1998 роках село належало до Гданського воєводства.

## Демографія
Демографічна структура станом на 31 березня 2011 року:
|          | Загалом | Допрацездатний вік | Працездатний вік | Постпрацездатний вік |
| -------- | ------- | ------------------ | ---------------- | -------------------- |
| Чоловіки | 508     | 134                | 329              | 45                   |
| Жінки    | 513     | 130                | 307              | 76                   |
| Разом    | 1021    | 264                | 636              | 121                  |